# Rangsarith Suttisa
Rangsarith Suttisa (thailändisch รังสฤทธิ์ สุทธิสา, * 9. April 1979 in Maha Sarakham) ist ein thailändischer Fußballspieler.

## Karriere
Rangsarith Suttisa stand von 2004 bis 2008 beim Rajnavy Rayong unter Vertrag. Der Verein spielte in der ersten Liga, der Thai Premier League. 2005 stieg er mit dem Verein in die zweite Liga ab. 2006 wurde er mit dem Klub Meister der Thai Premier League Division 1 und stieg direkt wieder in die erste Liga auf. Nach einem Jahr musste man Ende 2007 wieder in die zweite Liga absteigen. Als Tabellendritter Ende 2008 schaffte man wieder den direkten Wiederaufstieg. Nach dem Aufstieg verließ er Rajnavy und wechselte zum Erstligisten Pattaya United FC nach Pattaya. Hier stand er bis Ende 2013 unter Vertrag. Ende 2013 stieg er mit Pattaya in die zweite Liga ab. Im Abstiegsjahr stand er für Pattaya 24-mal auf dem Spielfeld. Nach dem Abstieg unterschrieb er einen Vertrag beim Hauptstadtklub Port FC. Für den Bangkoker Verein absolvierte er 16 Erstligaspiele. Der Zweitligist PT Prachuap FC verpflichtete ihn die Saison 2015. Wo er von 2016 bis 2019 gespielt hat, ist unbekannt. Mitte 2020 wurde er vom Drittligisten Pattaya Discovery United FC unter Vertrag genommen. Mit dem Klub spielt er in der dritten Liga, der Thai League 3, in der Eastern Region.